# Adventures in Emceein
Adventures in Emceein è il nono album solista del rapper statunitense KRS-One. Pubblicato il 19 febbraio del 2008, è distribuito da Echo-Vista.
Nonostante le tante collaborazioni di livello – sono presenti, tra gli altri, anche Rakim che introduce l'album, Chuck D dei Public Enemy, MC Lyte, Just Blaze e Nas – l'album non ha un buon successo commerciale.

## Recensioni
| Recensione | Giudizio |
| ---------- | -------- |
| AllMusic   | [ 1 ]    |
| RapReviews | [ 2 ]    |

Vincent Thomas recensisce l'album per Allmusic, assegnandogli tre stelle su cinque, ma criticando in parte l'artista: «A metà strada attraverso le avventure di KRS-One in Emceein, Nas [...] nomina KRS "il più grande MC di tutti i tempi". È difficile discutere con Nas, considerando la longevità ineguagliata di KRS-One, la maggior parte della quale è stata caratterizzata da rilevanza ed eccellenza. [...] [l'album] è [formato da] una serie di canzoni in gran parte statiche [...] molte delle canzoni suonano come materiale di KRS riciclato.»

## Tracce
Testi di Lawrence Parker.
1. Intro (featuring Rakim) – 0:16 (testo: William Griffin Jr.)
2. Today's Topics (featuring Chuck D) – 0:54 (musica: Enoch)
3. Our Soldiers (featuring CX) – 3:39 (musica: Adam Deitch, Chris Max Pinset)
4. Money (featuring MC Lyte) – 3:41 (musica: Adam Deitch, Chris Max Pinset, Nick Casper)
5. We Dem Teachas (featuring Keith Stewart) – 3:23 (musica: Duane "Da Rock" Ramos, Robert Hernandez)
6. Better & Better (featuring Pee-Doe) – 2:56 (musica: Duane "Da Rock" Ramos, James Desmond, Panauh Kalayeh)
7. The Way It's Goin' Down – 2:41 (musica: Adam Deitch)
8. The Teacha Returns – 2:22 (testo: Bam Beats)
9. The Real HipHop (featuring Nas) – 3:05 (testo: Nasir Jones – musica: M.I.C.)
10. Watch This! (featuring S-Five) – 2:49 (musica: KDL)
11. What's Your Plan? – 3:31 (musica: Alex Track)
12. All Right (featuring Just Blaze) – 2:36 (testo: Just Blaze – musica: Stevie J.)
13. Don't Get So High – 2:53 (musica: QF)
14. I Got You – 2:37 (musica: M.I.C.)
15. All My Love (featuring Carlet Boseman) – 3:10 (musica: Duane "Da Rock" Ramos)
16. Over 30 – 3:08 (musica: Lounge Lizzards)
17. Getaway – 3:07 (musica: Lounge Lizzards)
18. Don't Give It Up (featuring S-Five) – 3:43 (musica: QF)
19. Gro---oh! (Hiphop Nation) (featuring S-Five) – 3:24 (musica: KRS-One)
20. It's All Love (featuring Non-Stop) – 3:42 (musica: KDL)
21. Wachanoabout (featuring Vince Flores) – 2:57 (Alex Track)

Durata totale: 60:34